# Romanus van Blaye
De heilige Romanus van Blaye (- 385) was een priester en leerling van Martinus van Tours. Hij predikte het Evangelie in Blaye en in de Gironde. Bovendien verbouwde hij een befaamde heidentempel tot kerk. Gregorius van Tours schreef over hem in zijn werk Liber de Gloria Confessorum. 
Romanus wordt in watersnood aangeroepen. Zijn feestdag is op 24 november.